# Српска православна црква Сошествија Светог Духа у Шашинцима
Српска православна црква Сошествија (силаска) Светог Духа је богослужбени православни храм у Шашинцима код Сремске Митровице. Црква припада Епархији сремској Српске православне цркве. Црква је данас посвећена Силаску Светог Духа.
Црква је споменик културе од великог значаја.

## Историјат
Црква Сошествија Светог Духа у Шашинцима изграђена је 1769. године. Црквени звоник је накнадно изидан. Иконостас је урађен крајем 18. века.
Звоник је у време Другог светског рата срушен, а после ослобођења обновљен у изворном стању.
Радови на обнови цркве спроведени су 1980-их. Спољашњост цркве је „освежена“ 2011. године.

## Значај
Црква Сошествија Светог Духа је једнобродна грађевина барокне основе с олтарском апсидом на источној страни и барокним звоником призиданим на западу.
Иконостас је осликан крајем 18. века у духу барока и рококоа од стране Григорија Јездимировића. Вредност сликарства иконостаса умањена је нестручном обновом почетком 20. века.